# Ṙ
Cette page contient des caractères spéciaux ou non latins. S’ils s’affichent mal (▯, ?, etc.), consultez la page d’aide Unicode.
Ṙ (minuscule : ṙ), appelé R point suscrit, est une lettre additionnelle latine anciennement utilisée dans l’écriture de l’irlandais et utilisée dans certaines romanisations BGN/PCGN, GENUNG, ou dans l’ISO 9985.
Il s’agit de la lettre R diacritée d’un point suscrit.

## Représentations informatiques
Le R point suscrit peut être représente avec les caractères Unicode suivants :
- précomposé (latin étendu additionnel)[1] :

| formes    | représentations | chaînes de caractères | points de code | descriptions                            |
| --------- | --------------- | --------------------- | -------------- | --------------------------------------- |
| capitale  | Ṙ               | Ṙ                     | U+1E58         | lettre majuscule latine r point en chef |
| minuscule | ṙ               | ṙ                     | U+1E59         | lettre minuscule latine r point en chef |

- décomposé (latin de base, diacritiques) :

| formes    | représentations | chaînes de caractères | points de code | descriptions                                        |
| --------- | --------------- | --------------------- | -------------- | --------------------------------------------------- |
| capitale  | Ṙ               | R◌̇                    | U+0052 U+0307  | lettre majuscule latine r diacritique point en chef |
| minuscule | ṙ               | r◌̇                    | U+0072 U+0307  | lettre minuscule latine r diacritique point en chef |